# Дудкин, Виктор Евгеньевич
Ви́ктор Евге́ньевич Ду́дкин (7 октября 1976, Вентспилс, Латвийская ССР, СССР — 22 июня 2004, Назрань, Ингушетия, Россия) — офицер Управления «В» («Вымпел») Центра специального назначения Федеральной службы безопасности Российской Федерации, майор, погибший при отражении нападения чеченских и ингушских боевиков на город Назрань в июне 2004 года. Посмертно удостоен звания Героя Российской Федерации.

## Биография
Виктор Дудкин родился 7 октября 1976 года в городе Вентспилс Латвийской ССР в семье офицера пограничных войск. Русский.
В 1993 году он окончил Санкт-Петербургское суворовское военное училище, а в 1996 году — Московский военный институт Федеральной пограничной службы Российской Федерации, с присвоением лейтенантского звания. Сразу по окончании учёбы Дудкина направили для прохождения службы в Кавказский особый пограничный округ. В 1997 году лейтенант Дудкин В. Е. был зачислен в ряды сотрудников Управления «В» («Вымпел») Центра специального назначения ФСБ России. Среди коллег за свой малый рост Виктор получил прозвище «Малыш».

— Это Андрей, а это его подчиненный Виктор Дудкин, — показывает фотографию Александр Чирихин. На снимке запечатлены два товарища, два друга… — В «Вымпеле» очень строгий отбор, так вот Виктор был хорош во всех отношениях: умный, коммуникабельный… Но была одна беда — не получались у него прыжки из вертолета. Именно это и послужило тому, что Дудкин стал кандидатом на отчисление. Но парень хотел служить и мечтал служить именно в «Вымпеле». Тогда Андрей Чирихин, который являлся командиром группы, обратился к начальнику Центра со словами, что таких, как Виктор, отчислять нельзя. Тот согласился и под ответственность Андрея оставил парня.
В течение года майор Чирихин был у Виктора Дудкина «дядькой». Они занимались все свободное время, усиленно отрабатывали то, что не всегда получалось. Вскоре стали большими друзьями.

Сослуживцы вспоминают, что если ехали в командировку двое — Андрюха и Виктор, — то командировка обязательно удастся.
В качестве старшего оперуполномоченного Управления «В» Виктор неоднократно привлекался для выполнения специальных заданий по обеспечению конституционного порядка на территории Северного Кавказа, а также других специальных задач, поставленных руководством страны.
В 2004 году майор Дудкин находился в Ингушетии в служебной командировке. В ночь на 22 июня 2004 года несколько сотен боевиков под командованием Шамиля Басаева совершили нападение на город Назрань. Две оперативно-боевые группы «Вымпела», в составе одной из которых был Виктор Дудкин, выехали на БТР-80 и автомобиле «Газель» из Владикавказа на помощь своим товарищам, осаждённым боевиками в здании УФСБ Ингушетии. На окраине Назрани спецназовцы попали под обстрел и, спешившись, начали с боем продвигаться по улицам города. В районе центрального рынка они натолкнулись на организованную бандитами засаду. Виктор Дудкин был тяжело ранен, вытаскивая из-под огня своего командира, подполковника Андрея Черныша, убитого автоматной очередью в самом начале перестрелки. Бой с боевиками продлился около часа, и лишь затем сотрудники Управления «В» смогли погрузить Дудкина в бронетранспортёр. Однако спасти Виктора не удалось: его ранения оказались смертельными. Вместе с ним погиб капитан медицинской службы «Вымпела» Всеволод Жидков, закрывший Дудкина собственным телом, когда боевики пробили борт БТР выстрелом из подствольного гранатомёта.

## Награды
Дудкин В. Е. награждён ведомственными и государственными наградами, в том числе грамотой Директора Федеральной службы безопасности России, медалью «За отвагу», именным холодным оружием.
За мужество и героизм, проявленные при выполнении служебного долга в Северо-Кавказском регионе, указом Президента Российской Федерации от 2 августа 2004 года майору Дудкину Виктору Евгеньевичу было присвоено звание Героя Российской Федерации (посмертно).

## Память
Виктор Дудкин похоронен на Аллее Славы Николо-Архангельского кладбища города Москвы.
В память о герое 19 декабря 2005 года в доме по адресу ул. Джона Рида, дом 5, корпус 2, где он жил в 1996—2004 годах, была установлена мемориальная доска. А 28 октября 2009 года по инициативе Санкт-Петербургского городского отделения Всероссийской общественной организации ветеранов «Боевое Братство» школе № 625 Невского района было присвоено его имя. Посмертно Дудкин получил звание почётного члена этой общественной организации, став первым, кто был навечно зачислен в её списки. В ноябре 2011 года в Парке Боевого Братства, расположенном в Невском районе Санкт-Петербурга, был торжественно открыт памятник Виктору Дудкину.
С 2016 года на острове Сахалин проводятся соревнования по армейскому рукопашному бою, посвящённые памяти майора Дудкина.
- Школа № 625 Невского района города Санкт-Петербурга.
- Мемориальная доска на стене дома, в котором в 1996—2004 годах жил В. Е. Дудкин.
- Могила Дудкина на Николо-Архангельском кладбище Москвы.

## Семья
У Виктора Евгеньевича остались жена Диана и дочь Анна. Его старший брат Анатолий Дудкин, майор погранвойск, служил на контрольно-пропускном пункте «Выборг».